# Комплекс пам'яток Хюе
Комплекс пам'яток Хюе (в'єтн. Quần thể di tích Cố đô Huế) — це архітектурні об'єкти часів династії Нгуєн (храми, палаци, мавзолеї) у в'єтнамському місті Хюе. У 1957 році королівські гробниці Хюе були включені у список Семи чудес світу. Відвідавши Хюе в 1981 році, Генеральний секретар ЮНЕСКО Амаду-Махтар М'Боу проголосив місто «шедевром міської поезії». 11 грудня 1993 року, його наступник Федеріко Майор Сарагоса вніс комплекс пам'яток Хюе до списку Всесвітньої культурної спадщини ЮНЕСКО.

## Історія
У 1802 році місто Хюе, обране столицею В'єтнаму, стає не тільки політичним, а й культурним та релігійним центром у період правління династії Нгуєн. У 1945 році місто стало центром Серпневій революції, коли комуністи і націоналісти скинули останнього імператора династії. Збиток, заподіяний архітектурі, видно на історичних будівлях і храмах, багато з яких були серйозно пошкоджені у результаті бомбардування. Завдані збитки усувають досі, хоча повністю відновити деякі пам'ятники вже ніколи не вдасться. В дещо кращому стані знаходяться королівські гробниці імператорів Нгуєн.
Після 1975 року культурні об'єкти Хюе було закинуто, оскільки комуністичному уряду не подобалося, що пам'ятки належали феодальним правителям. У 1990 році місцевий Народний Комітет визнав значення цих пам'яток і оголосив їх національним надбанням. З того часу проводяться відновлювальні та реставраційні роботи, але
більшість артефактів у гробницях були розграбовані французькими та місцевими грабіжниками.

## Основні пам'ятки Хюе

### Залишки Імператорської цитаделі
Цитадель займає територію площею 10000 м², висота стін 6,6 м. Колишня імператорська резиденція династії Нгуєн і головна визначна пам'ятка Хюе являє собою великий комплекс храмів, стін, воріт, музеїв і галерей, які зберігають малюнки і одяг різних періодів в'єтнамської історії. За воротами Нган (одні з десяти воріт цитаделі) стоять дев'ять гармат, з яких ніколи не стріляли. Гармати є символом вшанування пір року і п'яти елементів ритуалу: вогню, води, металу, дерева і землі.
Головним входом в місто Імператорів служили могутні південні ворота Нгомон. З їх балюстради спостерігали за парадами, оголошували укази і зачитували місячний календар. У воротах Нгомон відразу п'ять входів. У минулі часи центральний вхід призначався виключно для імператора і його слонів.
Наймасштабнішим і складним об'єктом архітектури Хюе є Королівський палац або Палац вищої гармонії. На 80 колонах із залізного дерева нанесено зображення золотих драконів. Дракон — символ імператора і його влади з волі небес.
Крім Палацу архітектурними та історичними об'єктами тут є:
- храми Чіеу, Тхай, Хунг і Фунг Тієн
- Королівський театр (Зуен Тхі Зионг)
- двоповерхова бібліотека (Тхай Бінь Лоу)
- Музей імператорів (Бао-Танг-Ку-Ват) з писаними стінами, королівськими шатами, інструментами та меблями
- військовий музей
- пагоди Тхи-Дам і Тхи-Хью
- павільйон Хіен Лам
- зали мандарини
- резиденція Д'єнтхо, житло королев-матерів династії Нгуєн
- міст Чангтіен
- шестистінний павільйон з двотонним дзвоном Дай Хонг Чунг і статуями Будди

### Інші пам'ятки Хюе
- Пагода Тхієнму — сім її ярусів символізують сім перевтілень Будди. У ній знаходиться величезний дзвін вагою 2600 кг, який чутно в радіусі десяти кілометрів.
- Гробниці імператорів — розташовані вздовж Ароматної річки на південь від міста. Сім імператорських гробниць будувалися за часів правління відповідних імператорів, іменами яких вони були названі. Кожна могила оточена статуями та іншими пам'ятниками у повній гармонії один з одним і навколишньою природою. Гробниці мають наступні загальні компоненти: стіни, потрійні ворота, стели, павільйони, сади, і, нарешті, самі могили.

## Галерея

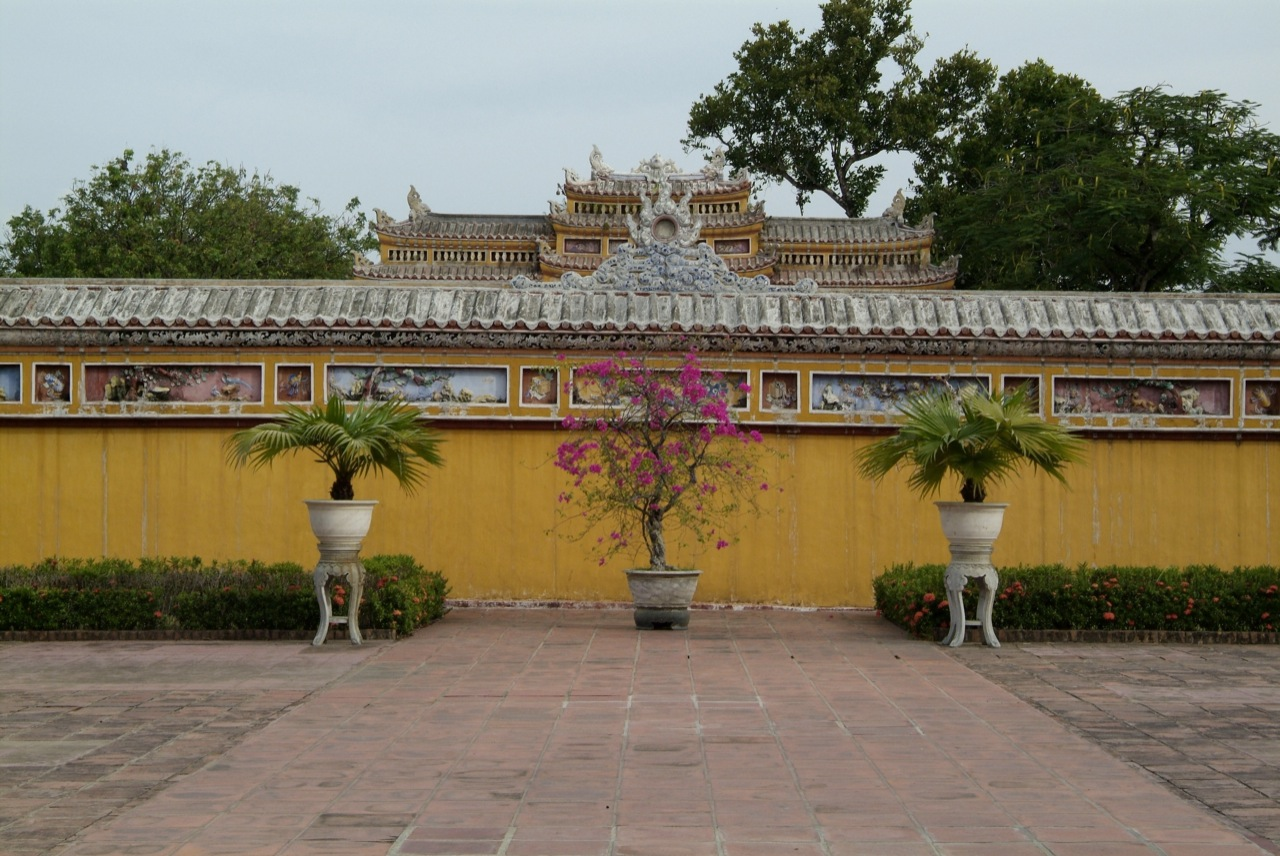
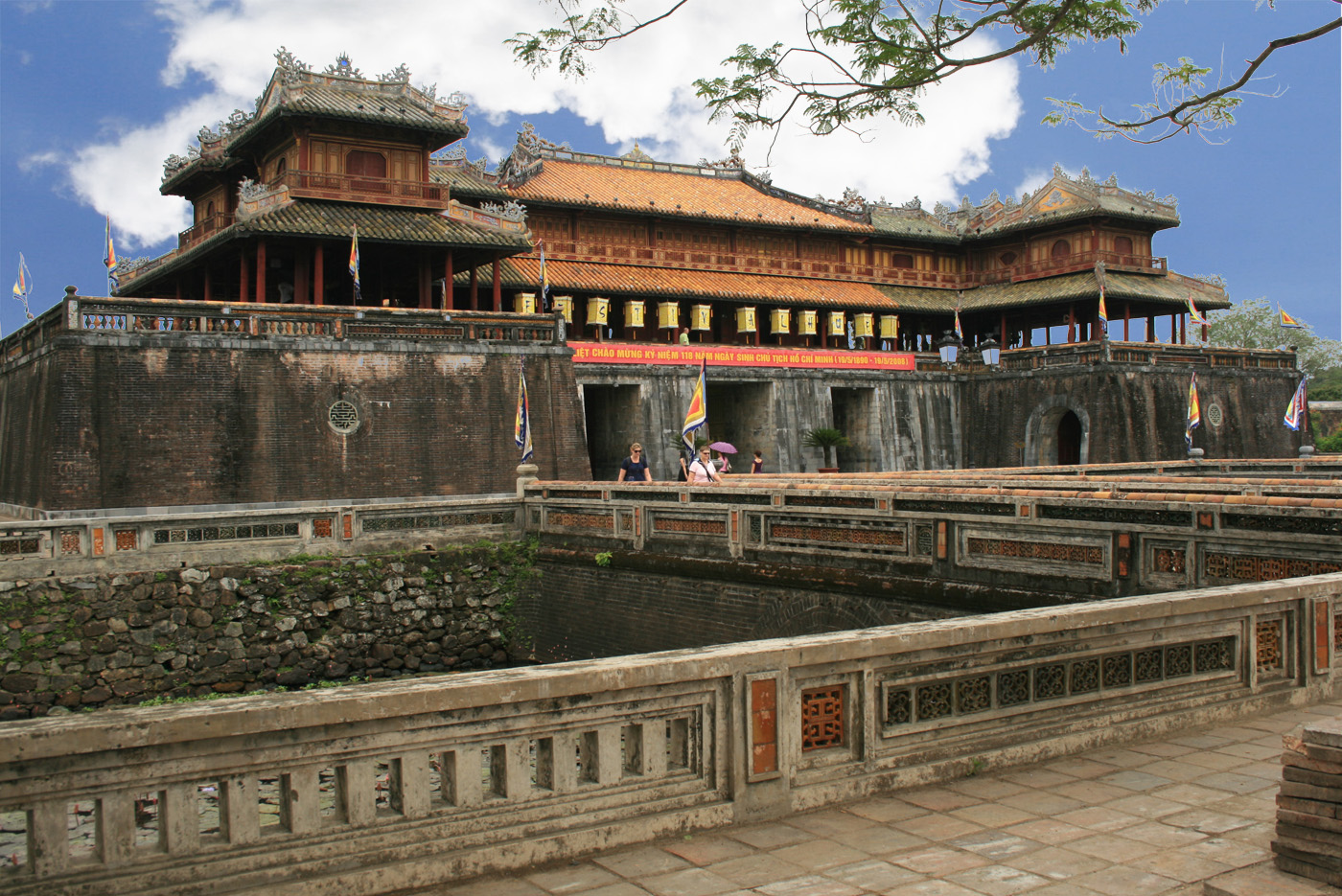
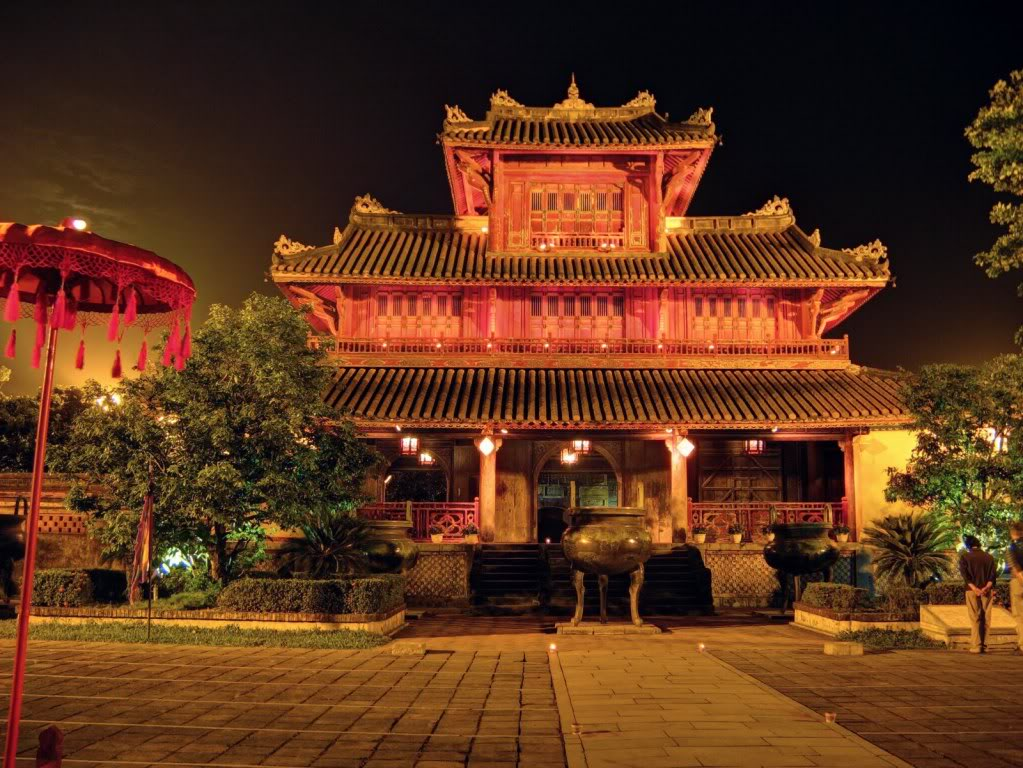
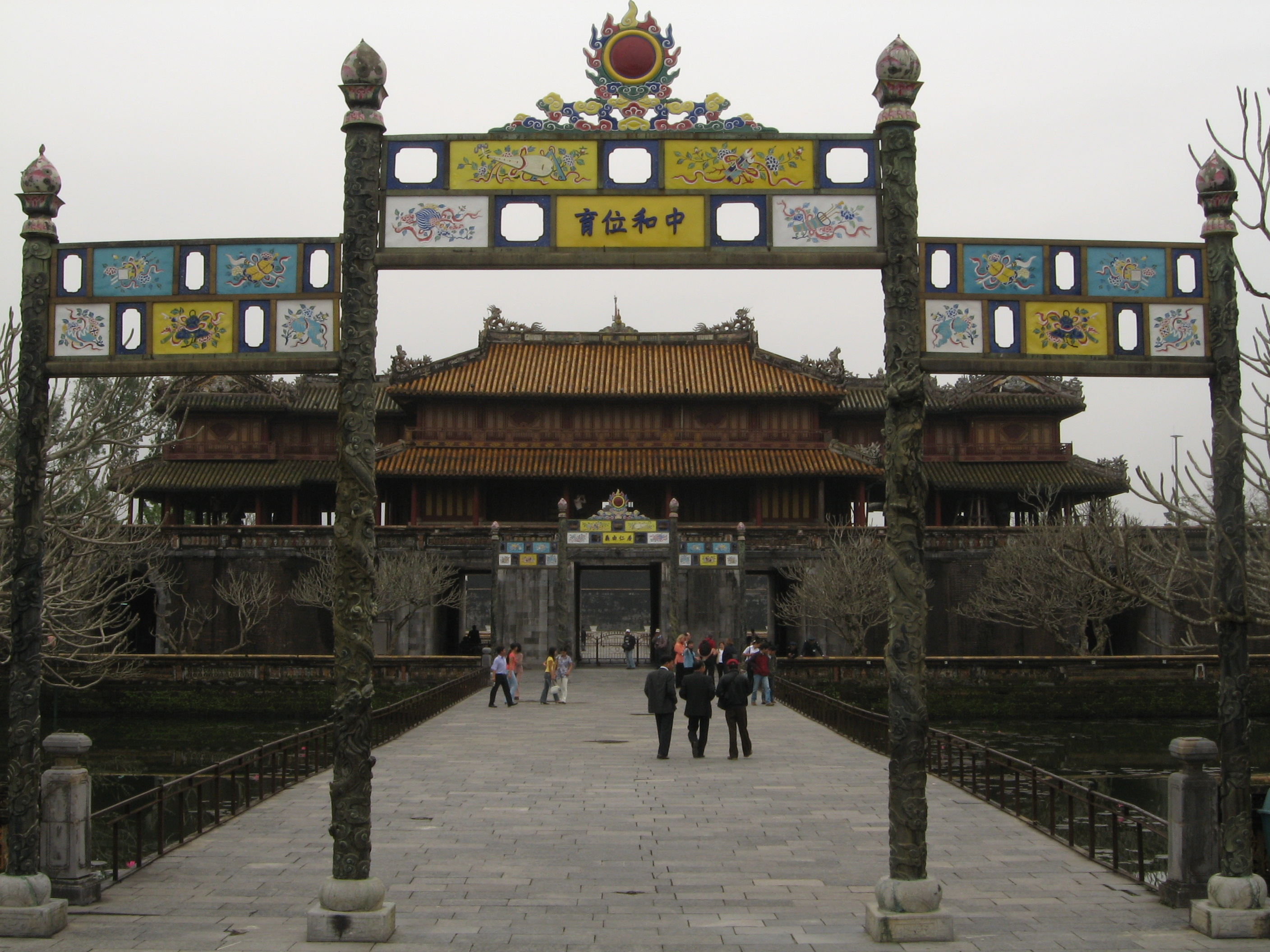
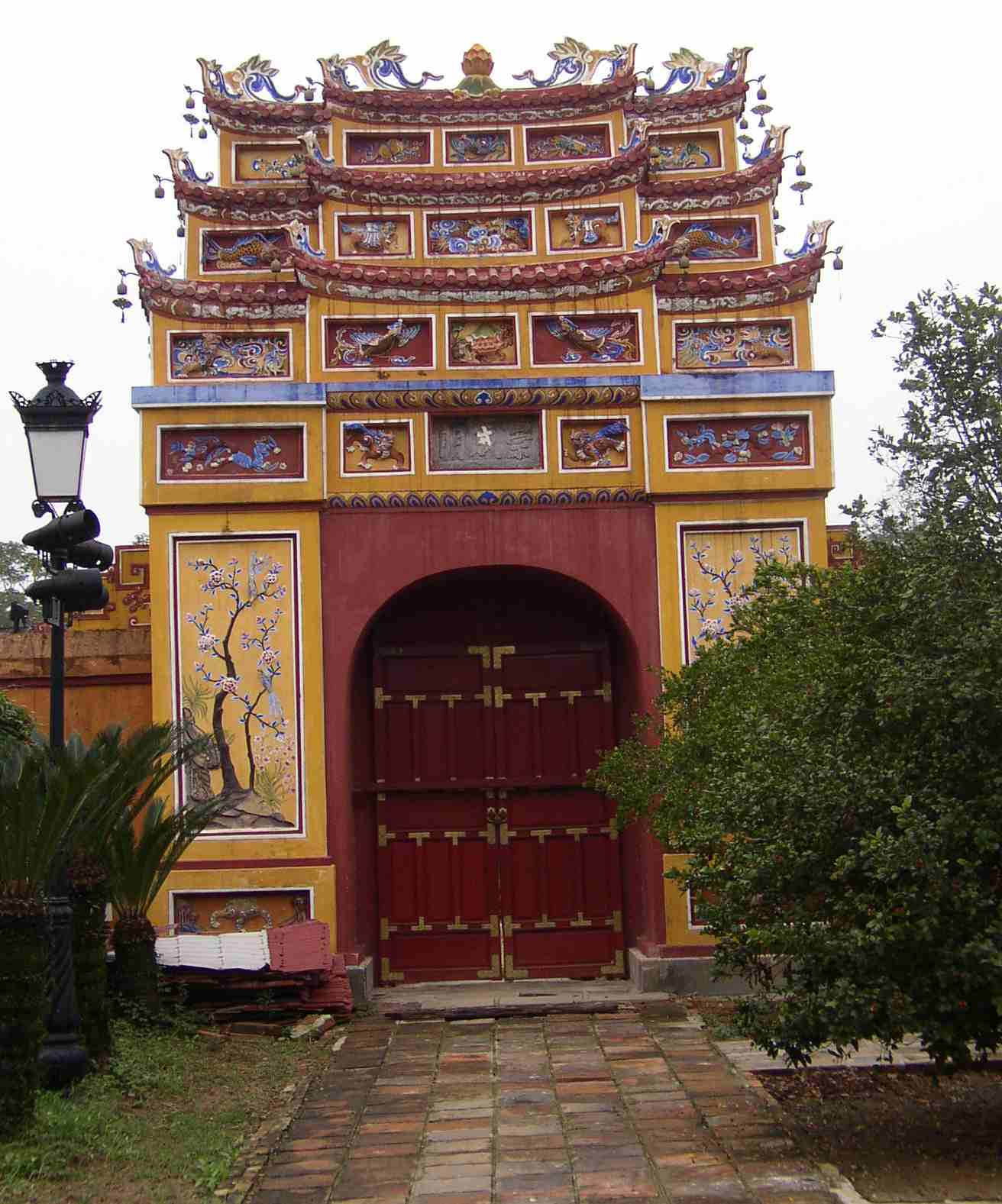